# بری کودریل
بری کودریل (انگلیسی: Barry Cowdrill؛ زادهٔ ۳ ژانویهٔ ۱۹۵۷) بازیکن فوتبال اهل بریتانیا است.
از باشگاه‌هایی که در آن بازی کرده‌است می‌توان به باشگاه فوتبال وست برومویچ آلبیون، باشگاه فوتبال روچدیل، باشگاه فوتبال بولتون واندررز، و باشگاه فوتبال روترهام یونایتد اشاره کرد.